# 铺叶沼兰
铺叶沼兰（学名：Crepidium mackinnonii），为兰科沼兰属下的一个植物种。